# Cucumaria
Cucumaria is een geslacht van zeekomkommers, en het typegeslacht van de familie Cucumariidae.

## Soorten
- Cucumaria adela Clark, 1946
- Cucumaria anivaensis Levin, 2004
- Cucumaria arcuata (Hérouard, 1921)
- Cucumaria compressa (R. Perrier, 1898)
- Cucumaria conicospermium Levin & Stepanov, 2002
- Cucumaria crax Deichmann, 1941
- Cucumaria diligens D'yakonov & Baranova, 1958
- Cucumaria dudexa O'Loughlin & Manjón-Cabeza, 2009
- Cucumaria duriuscula Sluiter, 1901
- Cucumaria dyakonovi Baranova, 1980
- Cucumaria fallax Ludwig, 1875
- Cucumaria flamma Solis-Marin & Laguarda-Figueras, 1999
- Cucumaria frondosa (Gunnerus, 1767)
- Cucumaria fusiformis Levin, 2006
- Cucumaria georgiana Lampert, 1886
- Cucumaria ijimai Ohshima, 1915
- Cucumaria insperata D'yakonov & Baranova, 1958
- Cucumaria irregularis Vaney, 1906
- Cucumaria koreaensis Östergren, 1898
- Cucumaria lamberti Levin & Gudimova, 1998
- Cucumaria levini Stepanov & Pil'ganchuk, 2002
- Cucumaria miniata (Brandt, 1835)
- Cucumaria montagui Fleming, 1828, nomen dubium
- Cucumaria munita Sluiter, 1901
- Cucumaria obscura Levin, 2006
- Cucumaria okhotensis Levin & Stepanov, 2003
- Cucumaria pallida Kirkendale & Lambert, 1995
- Cucumaria paraglacialis Heding, 1942
- Cucumaria parassimilis Deichmann, 1930
- Cucumaria perfida Vaney, 1908
- Cucumaria periprocta Vaney, 1908
- Cucumaria piperata (Stimpson, 1864)
- Cucumaria planciana (Delle Chiaje, 1841)
- Cucumaria pseudocurata Deichmann, 1938
- Cucumaria pusilla Ludwig, 1886
- Cucumaria sachalinica D'yakonov, 1949
- Cucumaria salma Yingst, 1972
- Cucumaria savelijevae Baranova, 1980
- Cucumaria tenuis Ludwig, 1875
- Cucumaria turbinata (Hutton, 1879), taxon inquirendum
- Cucumaria vaneyi Cherbonnier, 1949
- Cucumaria vegae Théel, 1886
- Cucumaria vicaria Sluiter, 1910
- Cucumaria vilis Sluiter, 1901